# Gagrellula
Genre
Gagrellula est un genre d'opilions eupnois de la famille des Sclerosomatidae.

## Distribution
Les espèces de ce genre se rencontrent en Asie du Sud-Est, en Asie du Sud et en Asie de l'Est.

## Liste des espèces
Selon World Catalogue of Opiliones (10/05/2021) :
- Gagrellula aborana Roewer, 1954
- Gagrellula albatra Roewer, 1954
- Gagrellula albicoxa (Loman, 1892)
- Gagrellula albifrons Roewer, 1931
- Gagrellula albilineata Roewer, 1929
- Gagrellula albitarsis (Simon, 1899)
- Gagrellula andamana Roewer, 1929
- Gagrellula annulata Roewer, 1910
- Gagrellula atra (Loman, 1892)
- Gagrellula aurilimbata Roewer, 1923
- Gagrellula auropunctata Roewer, 1954
- Gagrellula bicolor Roewer, 1954
- Gagrellula bimaculata Roewer, 1911
- Gagrellula bipunctata Roewer, 1912
- Gagrellula brunnea Roewer, 1935
- Gagrellula chamberlini Roewer, 1954
- Gagrellula circulata Roewer, 1954
- Gagrellula conspersa Roewer, 1954
- Gagrellula convexa Roewer, 1954
- Gagrellula crux (With, 1903)
- Gagrellula cuneimaculata Roewer, 1954
- Gagrellula cuprilucens Roewer, 1954
- Gagrellula curvispina Roewer, 1912
- Gagrellula didyma Roewer, 1935
- Gagrellula fasciata Roewer, 1954
- Gagrellula ferruginea (Loman, 1902)
- Gagrellula frontalis Roewer, 1954
- Gagrellula fuscanalis Roewer, 1954
- Gagrellula geminata Roewer, 1954
- Gagrellula gertschi Roewer, 1954
- Gagrellula giltayi Roewer, 1954
- Gagrellula grandis Suzuki, 1955
- Gagrellula granulata Suzuki, 1986
- Gagrellula heinrichi Roewer, 1954
- Gagrellula indigena Goodnight & Goodnight, 1944
- Gagrellula johorea Roewer, 1954
- Gagrellula kubotai Suzuki, 1986
- Gagrellula laeviscutum Roewer, 1954
- Gagrellula leucanta Roewer, 1954
- Gagrellula lomanii (Thorell, 1894)
- Gagrellula luteipalpis Roewer, 1954
- Gagrellula luteomaculata Roewer, 1931
- Gagrellula melanotarsus Roewer, 1911
- Gagrellula montana Suzuki & Sato, 1938
- Gagrellula niasensis (Thorell, 1890)
- Gagrellula niveata Roewer, 1954
- Gagrellula opposita Roewer, 1954
- Gagrellula orissa Roewer, 1954
- Gagrellula palawana Roewer, 1954
- Gagrellula pulverulenta Roewer, 1914
- Gagrellula rufifrons Roewer, 1954
- Gagrellula rufoscutum Roewer, 1912
- Gagrellula saddlana Roewer, 1929
- Gagrellula scabra Roewer, 1910
- Gagrellula schenkeli Roewer, 1954
- Gagrellula siberutiana Roewer, 1929
- Gagrellula simaluris Roewer, 1923
- Gagrellula simla Roewer, 1954
- Gagrellula simplex Roewer, 1954
- Gagrellula trichopalpis Roewer, 1954
- Gagrellula unicolor Roewer, 1910
- Gagrellula virescens Roewer, 1910
- Gagrellula viridula Roewer, 1929
- Gagrellula vittata Roewer, 1912

## Publication originale
- Roewer, 1910 : « Revision der Opiliones Plagiostethi (= Opiliones Palpatores). I. Teil: Familie der Phalangiidae. (Subfamilien: Gagrellini, Liobunini, Leptobunini). » Abhandlungen aus dem Gebiete der Naturwissenschaften, herausgegeben vom Naturwissenschaftlichen Verein in Hamburg, vol. 19, p. 1–294.